# Уосач (окръг)
Окръг Уосач (на английски: Wasatch County) е окръг в щата Юта, Съединени американски щати. Площта му е 3132 km², а населението – 30 528 души (2016). Административен център е град Хебър Сити.
Произходът на името на окръга е от планините Уосач. По – големи градове са Хебър Сити (4782), Мидуей (1554), Чарлстън (336), Уолсбърг (252).

## География
Хебър Вали е една от няколкото долини в планините Уосач и често е наричана Швейцария на Юта, заради красотата на планината Тимпаногот, която се намира на запад, още заради климата, и заради голямата популация шведи в Мидуей. Климата е почти планински, с прохладно лято и много студена зима. Средногодишната сума на валежите е около 40 см.
Окръгът е разделен на два речни басейн – Колорадо и отводнителните системи на Големия басейн. Заради годишните валежи и местоположението между планините Юинта и Уосач, Хебър Вали е добре запасена с вода. От изток текат Даниълс Крийк, Лейк Форк Крийк и Сентър Крийк, от север и североизток тече река Прово, от запад Снейк Крийк.

## История
Преди 1850 г., Хебър Вали е важна ловна територия през лятото за племето тимпаногот, живеещи около езерото Юта. Първите бели мъже, които посещават района са членове на експедицията на Домингес – Ескаланте през 1776 г. Петдесет години по – късно пристигат траперите.
Първите заселници идват в Уосач от Юта Вали през пролетта на 1859 г. и се установяват на северно от настоящия Хебър Сити. Същата година са основани и Мидуей и Чарлстън. През 1862 г. териториалната комисия създава окръг Уосач. Уосач на езика на племето юта означава „планински проход“ или „нисък проход около високите планини“. Хебър Сити, който е кръстен на мормона апостол Ибър Ч. Кимбъл, е избран за окръжен град.

## Икономика
В окръга се произвеждат фуражи, млечни продукти, развито е овцевъдството и говедовъдството. В началото на 1900те, след завършването на железопътните линии Денвър и Рио Гранде, железопътна линия е пусната в окръга от Прово, с което Хебър Сити се превръща във важен терминал за доставка на вълна и овце.

## Туризъм
Пенливите потоци и красивата планинска природа, са направили Уосач популярно място за отдих. Общината осигурява отлични възможности за риболов, разходка с лодка, както и други летни и зимни дейности на открито. Също така Хебър Вали се превръща в място за почивка за много хора, които работят в Юта Вали, Парк Сити и Солт Лейк Сити.